# Baryscapus bruchophagi
Baryscapus bruchophagi is een vliesvleugelig insect uit de familie Eulophidae. De wetenschappelijke naam is voor het eerst geldig gepubliceerd in 1913 door Gahan.